# Amphiporus lancetoformis
Amphiporus lancetoformis är en djurart som tillhör fylumet slemmaskar, och som beskrevs av Korotkevich 1978. Amphiporus lancetoformis ingår i släktet Amphiporus och familjen Amphiporidae. Inga underarter finns listade i Catalogue of Life.